# Aaró ha-Leví
Aaró ha-Leví o Aharon ha-Leví (en hebreu: אהרון הלוי, Girona 1235 - 1290) fou conegut amb l'acrònim (en hebreu: רא"ה, transliterat: Raà). Ha-Leví fou un rabí medieval, un erudit del Talmud i de la Llei jueva, l'Halacà, resident a Barcelona, on també fou conegut com a Aaró na Clara.

## Biografia
Nascut a Girona el seu pare era el rabí Yossef ha-Leví, passà bona part de la infantesa i adolescència a Barcelona, per la qual cosa sovint se l'anomena en hebreu "Rav Aharon ha-Leví ha-Bartzeloní". El 1284 és rabí a Saragossa, tot seguit es troba a Toledo i tornà a Barcelona. El seu deixeble més conegut va ser Yom Tov Asevilli, també conegut com a Ritva.

## Obra
Dels seus comentaris de Talmud només en resten fragments. Escriu també l'obra Bedek HaBayit i un comentari sobre Isaac Alfassi. Sobre l'obra Séfer ha-Hinnukh que va aparèixer com anònima, li ha estat atribuïda des de l'edició de Venècia de 1523. Tanmateix segons l'especialista Y.M. Ta-Shema, basant-se amb les diferències amb Bedek HaBayit (d'atribució segura), Séfer ha-Hinnukh podria ser obra d'un germà d'Aharon ha-Leví. Se li atribueix l'obra Séfer ha-Hinnukh (Llibre de l'Educació) el principal llibre d'instrucció entre els jueus medievals, però l'atribució no és segura, ja que algunes de les opinions conegudes d'Aharon ha-Leví contradiuen les que apareixen en aquesta obra.